# Accident de l'MV Wakashio
L'accident de l'MV Wakashio fou la conseqüència de l'embarrancament del graneler MV Wakashio i posterior vessament de part de la càrrega en la barrera de coralls propera a la costa sud-oest de l'illa de Maurici.

## Circumstàncies
Durant el trajecte de la ruta Brasil a la Xina l'MV Wakashio anava pràcticament buit però tot i així transportava en aquell moment quatre mil tones de fuel i dues-centes de gasoil.
El 25 de juliol de 2020, el graneler MV Wakashio va encallar en un escull de corall a l'oest del cap d'Esny (Pointe d'Esny en francès) i la seva tripulació va ser evacuada.
Segons el govern de Maurici, la guàrdia marítima no va rebre cap senyal d'auxili. En aquell moment les autoritats illenques no van anunciar que hi hagués cap vessament.
Per causa de la mar marejada el buc va patir fractures, que van permetre fuites de tones de combustible a les aigües circumdants.
Es van instal·lar flotadors absorbents al voltant de la fuita. Les condicions de l'onatge impediren fer operacions de transvasament de la càrrega a un altre vaixell.

## Cronologia
Kavi Ramano digué que dos remolcadors estarien involucrats en l'operació de rescat i neteja, un dels quals venia de Sud-àfrica i l'altre de Singapur. El darrer, que portava equips de resposta a vessaments de petroli, es preveia al lloc el 29 de juliol.
En vista de la manca de capacitat del govern Mauricià, el primer ministre Pravind Jugnauth, va declarar el vuit d'agost l'estat d'emergència. A continuació va demanar ajuda a França, que va acceptar a donar-n'hi.
Des d'aleshores, els voluntaris estigueren recollint palla dels camps i omplint sacs per fer barreres contra l'oli surant. D'altres confegiren els seus propis tubs amb mitges i cabells per afegir l'esforç, i alguns han netejat les platges de l'illa.
Aquestes accions individuals hi anaven en contra d'una ordre del govern que demanava a la gent deixar la neteja a les autoritats locals.
El cap de la policia Khemraj Servansing va declarar que les esquerdes del vaixell "seguien augmentant".
França va enviar avions militars i equips especialistes de la veïna illa de la Reunió, un territori francès d'ultramar.
El dia dotze d'agost s'havia bombat gairebé tot el combustible del vaixell segons el primer ministre, Pravind Jugnauth. El bombament era assistit per un helicòpter i un vaixell de la mateixa companyia naval que el sinistrat.

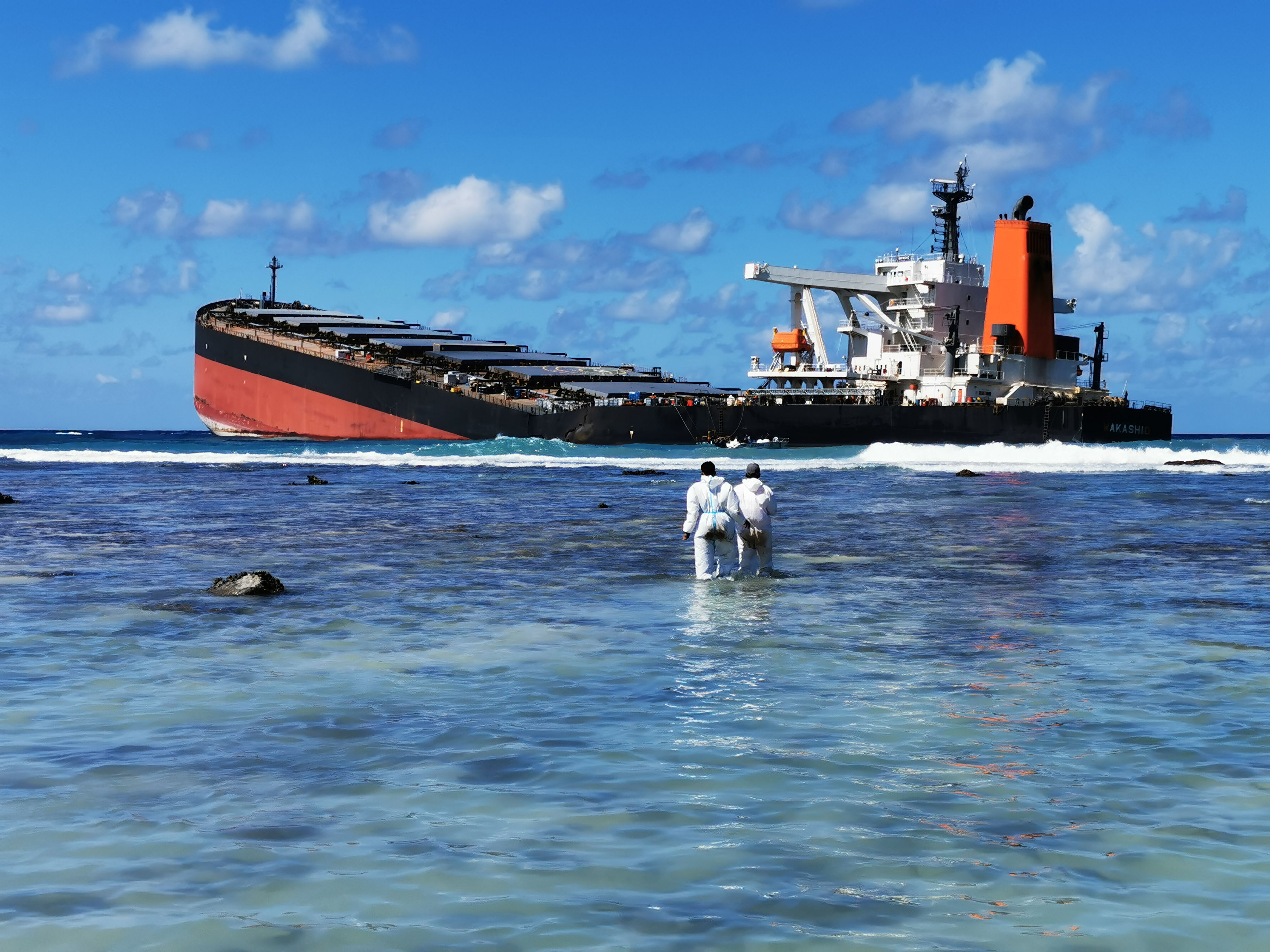
Observadors amb vestit protector.

El dia quinze d'agost a causa de la maniobra per arrossegar el petrolier fora de la barrera on havia encallat, finalment es partí en dues meitats. La meitat de popa, enfonsada és la que continuava vessant combustible des de la seva sala de màquines. La meitat de proa, amb les bodegues encara amb petroli, era la que es volia allunyar per permetre un buidat més còmode de les bodegues.

## Vaixell i propietaris
L'MV Wakashio és un vaixell de 984 peus (tres-cents metres) de longitud construït el 2007, segons el servei de seguiment de tràfic marítim, amb pes brut de 101.000 tones i capacitat per transportar 203.000 tones.

Com a propietaris del vaixell figuraven les empreses japoneses Okiyo Maritime Corporation, una companyia associada a Nagashiki Shipping Co Ltd. i és operat per Mitsui O.S.K. Lines (MOL). El vaixell es dirigia des de la Xina fins al port de Tubarão (Brasil) amb vint tripulants a bord, cap dels quals patí danys físics. Les empreses implicades declararen que no posarien problemes a les indemnitzacions per danys ambientals però no aclariren si donarien ajudes econòmiques per a la neutralització de les taques de petroli. Concretament, en la web de MOL hom declara:
| « | El MOL ha organitzat el “Centre de control d'emergència” dirigit pel president Ikeda per abordar la situació ràpidament. MOL col·laborarà amb les parts relacionades basant-se en l'assessorament de les autoritats de Maurici i el Japó, així com enviarà el personal de l'empresa a Maurici i proporcionarà al propietari el màxim suport possible. Esperem que la situació sigui atacada amb una conclusió segura i oportuna. | » |

## Investigació policial
La policia Mauriciana va iniciar una investigació per possible negligència de la tripulació del vaixell. En canvi, les companyies relacionades amb el vaixell acusen les autoritats mauricianes de manca de rapidesa a reaccionar al naufragi. El capità del Wakashio de 58 anys, podria enfrontar-se a càrrecs de negligència després que s'ha sabut que la tripulació celebrava l'aniversari d'un membre i la nau s'havia apropat a la costa de Maurici per obtenir senyal wifi just abans del contacte amb l'escull a la costa sud de l'illa. Aquestes investigacions desmentien la versió de les autoritats panamenyes que declararen la marejada com a motiu de l'embarrancament.

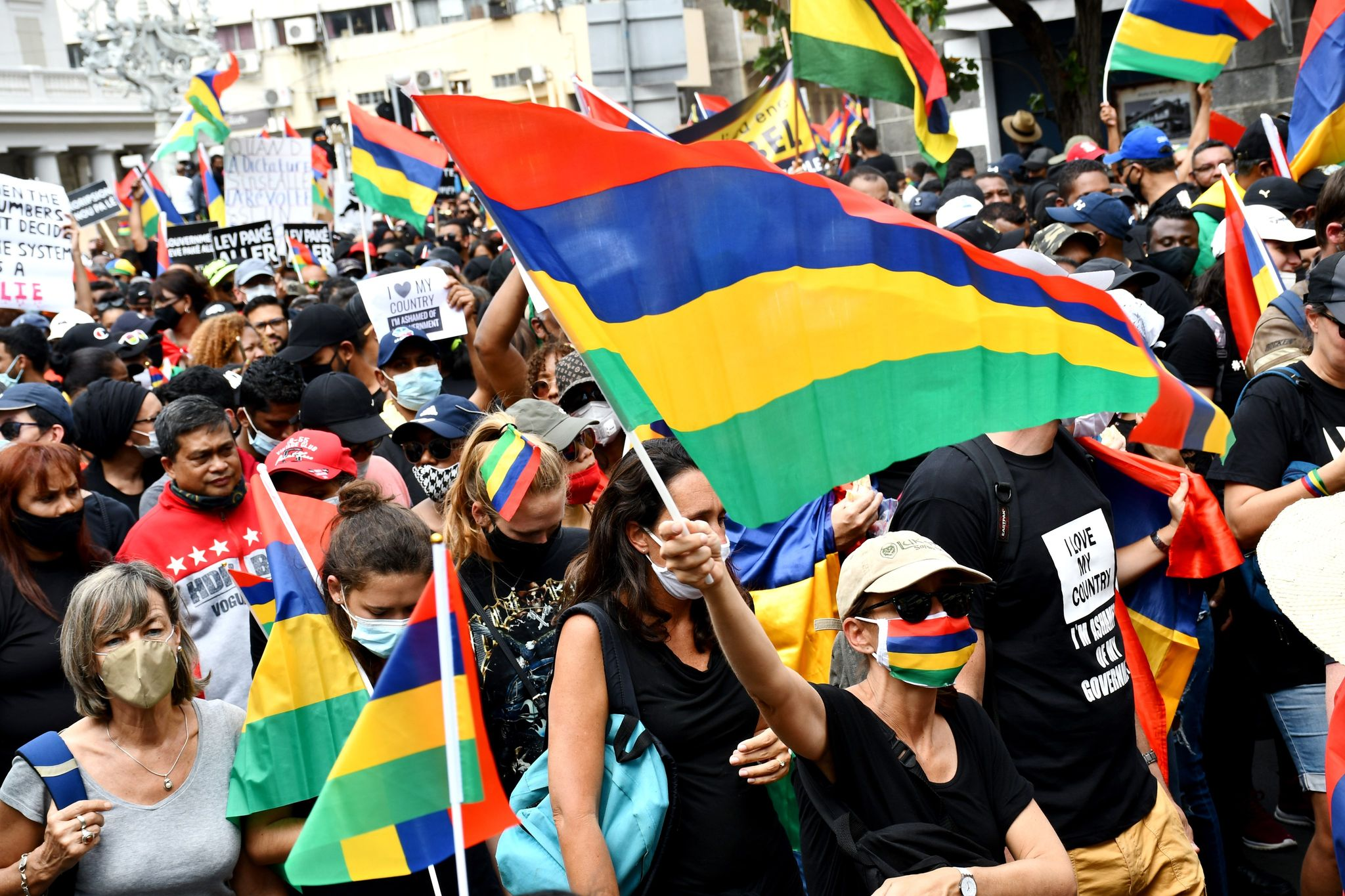
Mobilització del 31 d'agost de 2020.

Durant 2020 a Maurici van ser una sèrie de grans concentracions i manifestacions no violentes celebrades després del vessament de petroli de MV Wakashio. Les protestes es van produir en tres onades de marxes els dies 29 i 31 d'agost, 12 i 13 de setembre i 14 i 15 de setembre. La principal demanda dels manifestant fou exigir al govern de Maurici que engegués una investigació sobre la causa del vessament de petroli.

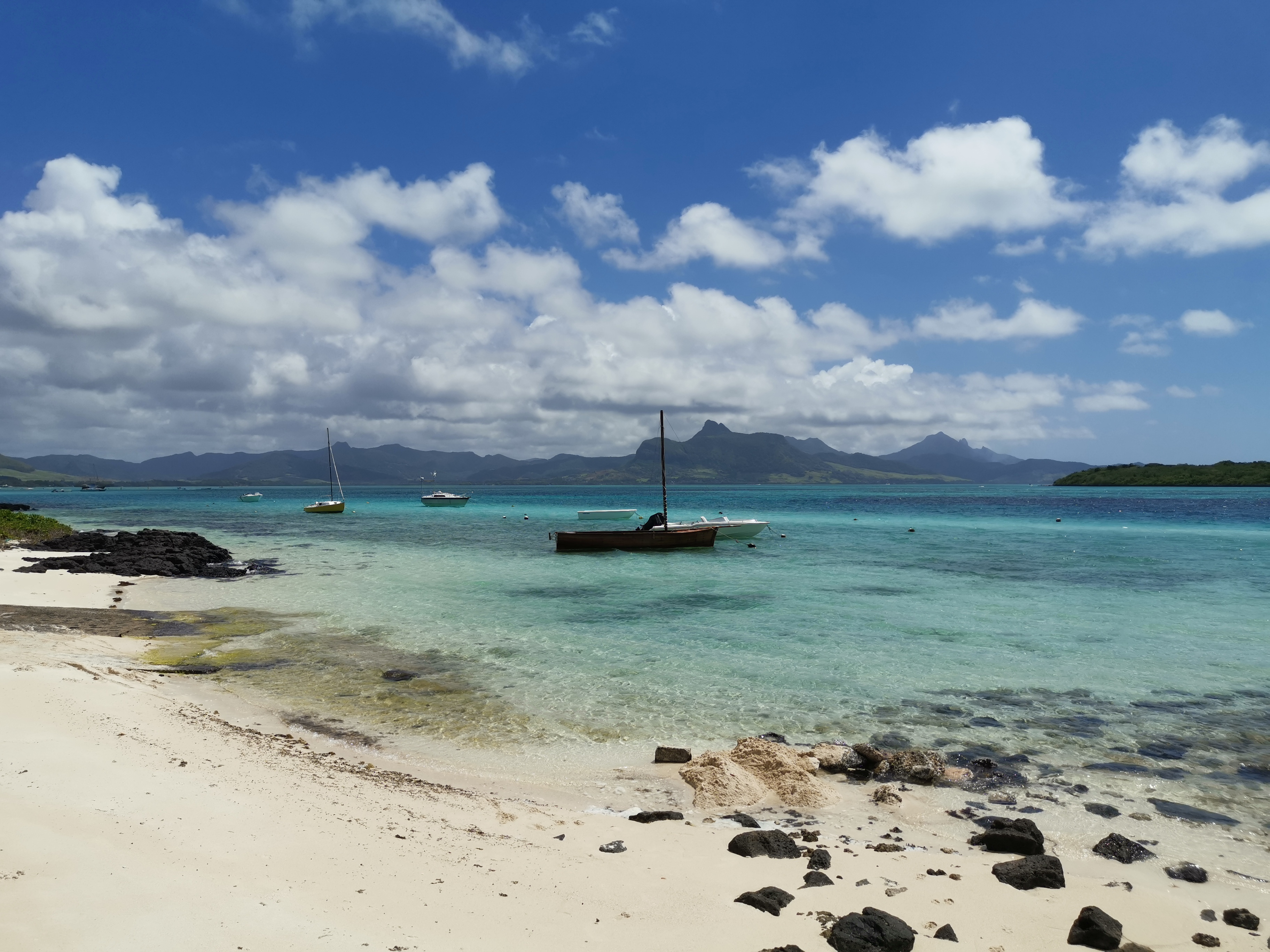
Costa i activitat turística en Pointe d'Esny abans del vessament

## Conseqüències
Maurici acull esculls de corall de renom mundial i el dany ecològic i econòmic es presumeix important.
Greenpeace va declarar que el vessament a prop de Pointe d'Esny era probablement "una de les crisis ecològiques més terribles que s'hagi vist mai al petit país insular”.
Maurici és famós per les seves platges verges, i és popular entre els turistes que l'any passat van contribuir a 63 milions de rupies de Maurici (1,59 milions de dòlars) a l'economia.
En Pointe d'Esny, hi ha un aiguamoll de 401 hectàrees declarat en 2001 d'importància per a les aus aquàtiques, inclòs en el Conveni de Ramsar.
Vora un milió tres-centes mil persones visiten l'illa al cap de l'any. Part de les activitats turístiques se centren en la visita a espais naturals marins costaners i de barreres de corall. Així mateix les platges de sorra també poden acabar sent closes per causa de les restes de petroli.
La pandèmia de Covid-19 ja havia fet baixar les previsions d'arribada de turisme per aquest any 2020.
A uns tres quilòmetres del punt d'embarrancament, hi ha el complex turístic Blue Bay Marine Park, des del qual s'organitzaven visites amb barques de fons transparent, immersió lleugera, busseig, visites a illots propers.